# Операция „Мълния“ (роман)
Вижте пояснителната страница за други значения на Операция „Мълния“.
„Операция „Мълния“ (на английски: Thunderball) е роман на английския писател Иън Флеминг. Той е деветият от поредицата за Джеймс Бонд. Издаден е на 27 март 1961 г. от издателство Jonathan Cape.

## Сюжет
Внимание:  Текстът по-долу разкрива сюжета на произведението (или части от него)!
В тайната борба между разузнавателните служби в света настъпва затишие. Един от най-добрите британски агенти Джеймс Бонд е принуден да запълва паузата с алкохол и цигари. „M“, ръководителката на Секретната разузнавателна служба на Великобритания, след като прочита доклада за здравния статус на агент си, изпраща Бонд в извънградски пансион за лечение. Тук Бонд изведнъж се сблъсква със злодей, който, както се оказва, е „част“ от огромен престъпен заговор.
Оказва се, че в Европа съществува опасна престъпна организация СПЕКТЪР, начело с Ернст Ставро Блофелд. От негова инициатива СПЕКТЪР започва най-голямата си измама – операция „Омега“. Подкупен с много пари пилотът на НАТО Джак Петачи отвлича самолет с две ядрени бомби, за да ги предаде на СПЕКТЪР. Емилио Ларго, заедно със сътрудниците си, се намира в Ямайка, на борда на „Прилепът“. Вземайки бомбите от потъналия самолет, те убиват Петачи като ненужен свидетел, и оставят бомбите в подводно скривалище.
Скоро правителствата на САЩ и Великобритания, които получавате от СПЕКТЪР ултиматум: да платят £ 100 милиона в злато за връщането на ядрените бомби. В противен случай СПЕКТЪР заплашва да взриви бомбите в големи градове по света. „M“ незабавно призовава Бонд и му дава лична мисия: да отлети до Ямайка и да проведе щателно разследване. Някои признаци показват, че отвлеченият самолет е кацнал в тази област, и „M“ предполага, че престъпниците могат да бъдат наблизо.
Пристигайки в Ямайка, Бонд открива, че в пристанището е яхтата „Прилепът“, командван от Ларго. Официално екипажът на яхтата се състои от богати хора, които търсят съкровище на потънал испански галеон. Бонд започва да следи Ларго, като да това му помага агентът на ЦРУ Феликс Лейтър, дългогодишен приятел на Бонд. Бонд и Лейтър постепенно се убеждават, че Ларго лъже, е че те не търсят съкровище, а са престъпници. Облитайки със самолет един от по-малките острови, Бонд и Лейтър откриват останки от отвлечения самолет.
Бонд се среща с любовницата на Ларго, Домино, която е сестра на убития пилот Джак Петачи. Бонд разказва на Домино на престъпния замисъл на СПЕКТЪР и тя започва да помага на Бонд. Но скоро Ларго разкрива Домино и жестоко я измъчва.
В последния ден на ултиматума Бонд и Лейтър викат на помощ ядрената подводница „Манта“, за да следят яхтата на Ларго. Екипажът на яхтата, начело с Ларго, се спуска под водата и взема от скривалището откраднатите атомни бомби. Бонд, Лейтър и няколко моряци от подводницата атакуват престъпниците и предотвратяват експлозията. В подводната битка Ларго почти убива Бонд, но е спасен от Домино, която успява да избяга. Домино убива Ларго с подводен пистолет, с което отмъщава за смъртта на брат си.
Престъпният замисъл за ядрено изнудване се проваля, но лидерът на СПЕКТЪР Ернст Ставро Блофелд успява да се скрие ...

## Интересни факти
В романа се появява за първи път всемогъщата престъпна организация СПЕКТЪР и нейният неуловим лидер Ернст Ставро Блофелд.

## Адаптации
Романът е филмиран два пъти: през 1965 г. – „Операция „Мълния““ (четвъртия филм от „официалния“ „бондиана“), а през 1983 г. – „Никога не казвай никога“ (третият „неофициален“ филм за агент 007). И в двата филма, ролята на Джеймс Бонд, е изиграна от Шон Конъри.